# Ван Анрадт, Питер
Питер ван Анрадт (нидерл. Pieter van Anraedt / Pieter van Anraadt; 1635, Утрехт — 13 апреля 1678, Девентер) — голландский художник-портретист третьей четверти XVII века.

## Биография
Питер ван Анрадт родился в Утрехте но обучался живописи в Девентере, где он подпал под влияние Герарда Терборха.
Арнолд Хаубракен упоминает, что ван Анрадт был очень дружен с поэтом Яном ван дер Веном (1578—1659). Художник женился на дочери ван дер Вена и переехал в Амстердам в 1672 году.
Но это был тяжкий для всей Голландии год нашествия войск Людовика XIV.
В 1675 году художник вернулся в Девентер, где, по прошествии ещё трёх лет, скончался. Питер ван Анрадт был погребён в Девентере 13 апреля 1678 года.

## Творчество
Сохранилось много заказных портретов работы Питер ван Анрадта; в их числе многофигурных.
При этом полотна, подобные «Прощанию капитана Хендрика де Сандра», где большая семья с чадами и домочадцами изображена на пороге загородного дома на фоне ландшафта, в котором художник поместил целый отряд вооружённых всадников, очевидно принадлежат к жанровой живописи.
Ван Анрадт также автор исторических картин и натюрмортов, отличающихся изяществом стиля и художественным совершенством.
|  |

## Картины Ван Анрадта в крупнейших коллекциях
- Амстердамский купец Иеремия ван Коллен (Jeremias van Collen1619—1707), его жена и их двенадцать детей, 1657. Холст, масло 107 × 155 см. Рейксмузеум, Амстердам
- Мужской портрет, 1671. Холст, масло 80 × 65 см. Рейксмузеум, Амстердам
- Прощание капитана Хендрика де Сандра (Hendrik de Sandra 1619—1707) со своей женой и детьми, 1661. Холст, масло 154,5 × 245.5 см. Рейксмузеум, Амстердам
- Групповой портрет регентш Дома Святого Духа в Харлеме, 1674. Холст, масло 202 × 253.5 см. Музей Франса Халса, Харлем
- Натюрморт с глиняным кувшином и курительными трубками, 1658. Холст, масло 67 × 58.8 см. Галерея Маурицхёйс, Гаага

## Музеи мира
- Рейксмузеум, Амстердам
- Музей Франса Халса, Харлем
- Галерея Маурицхёйс, Гаага
- В коллекции ГМИИ (Москва) представлен мужской портрет, принадлежащий кисти Питера ван Анрадта с авторской подписью. (См.: Каталог живописи ГМИИ, 1995, стр. 477.)

## Галерея

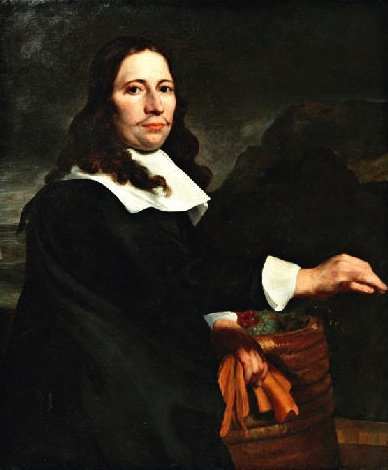
Портрет С. ван дер Стела, первого голландского губернатора Капской колонии
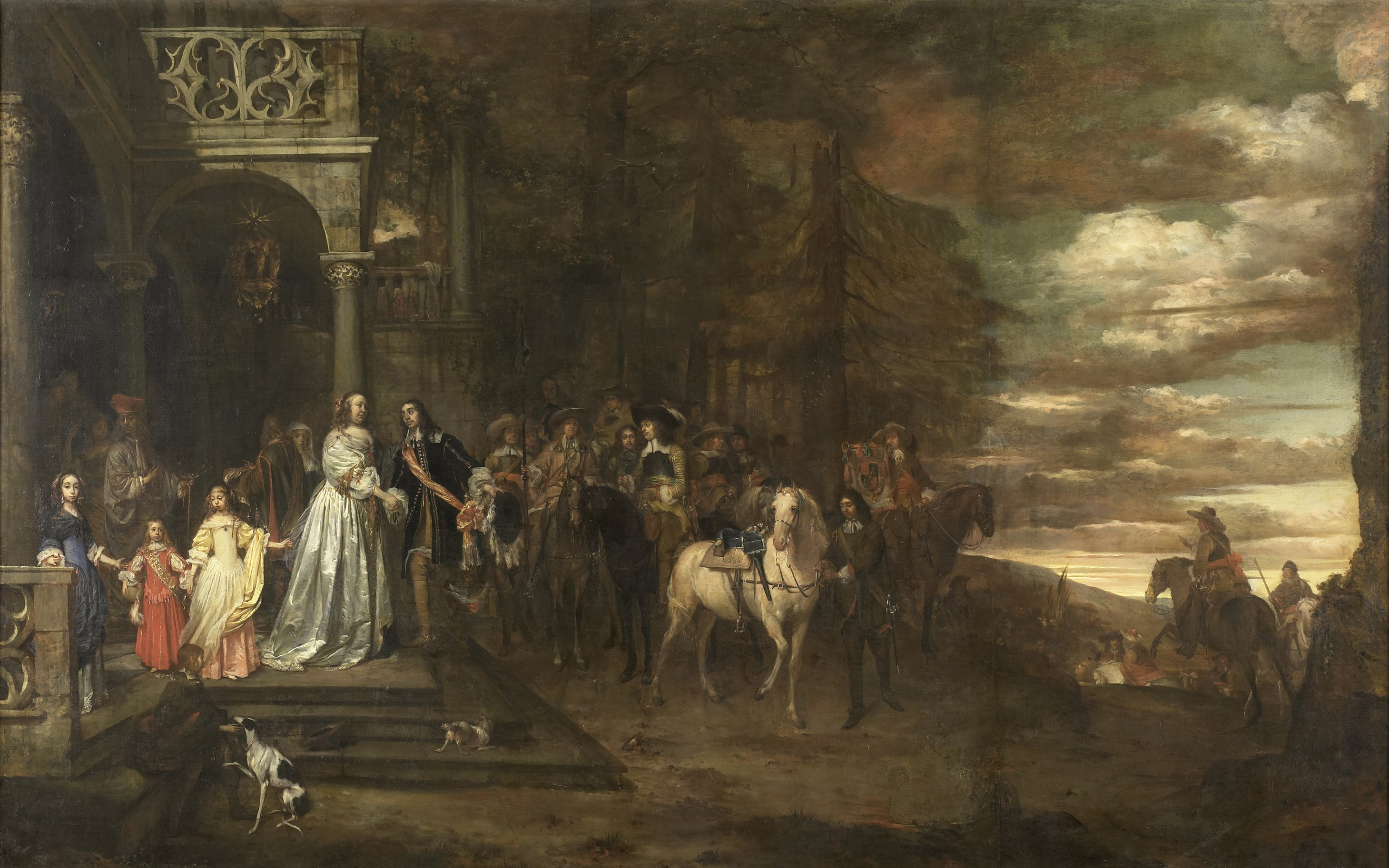
Прощание капитана Хендрика де Сандра, 1661
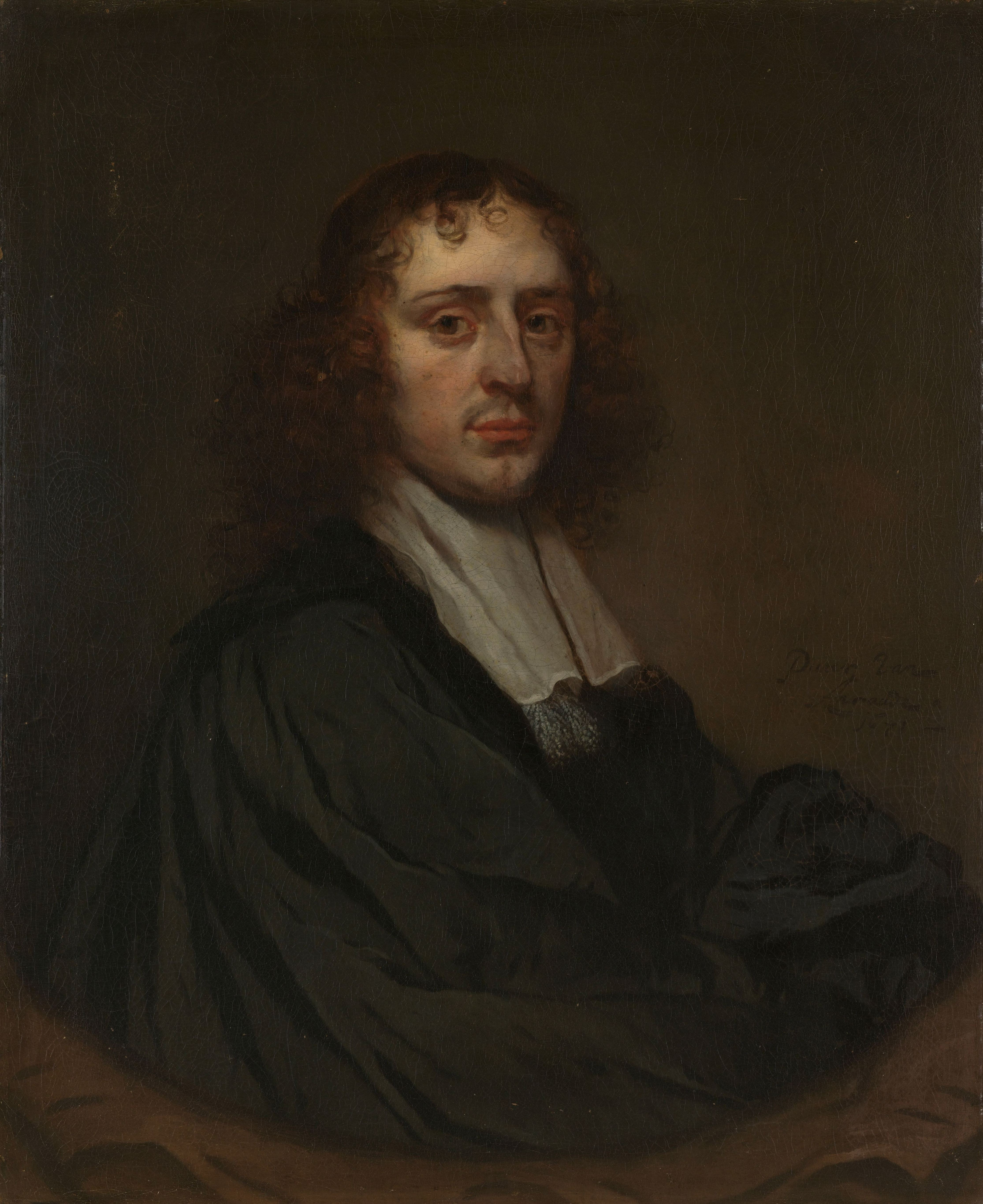
Мужской портрет, 1671.
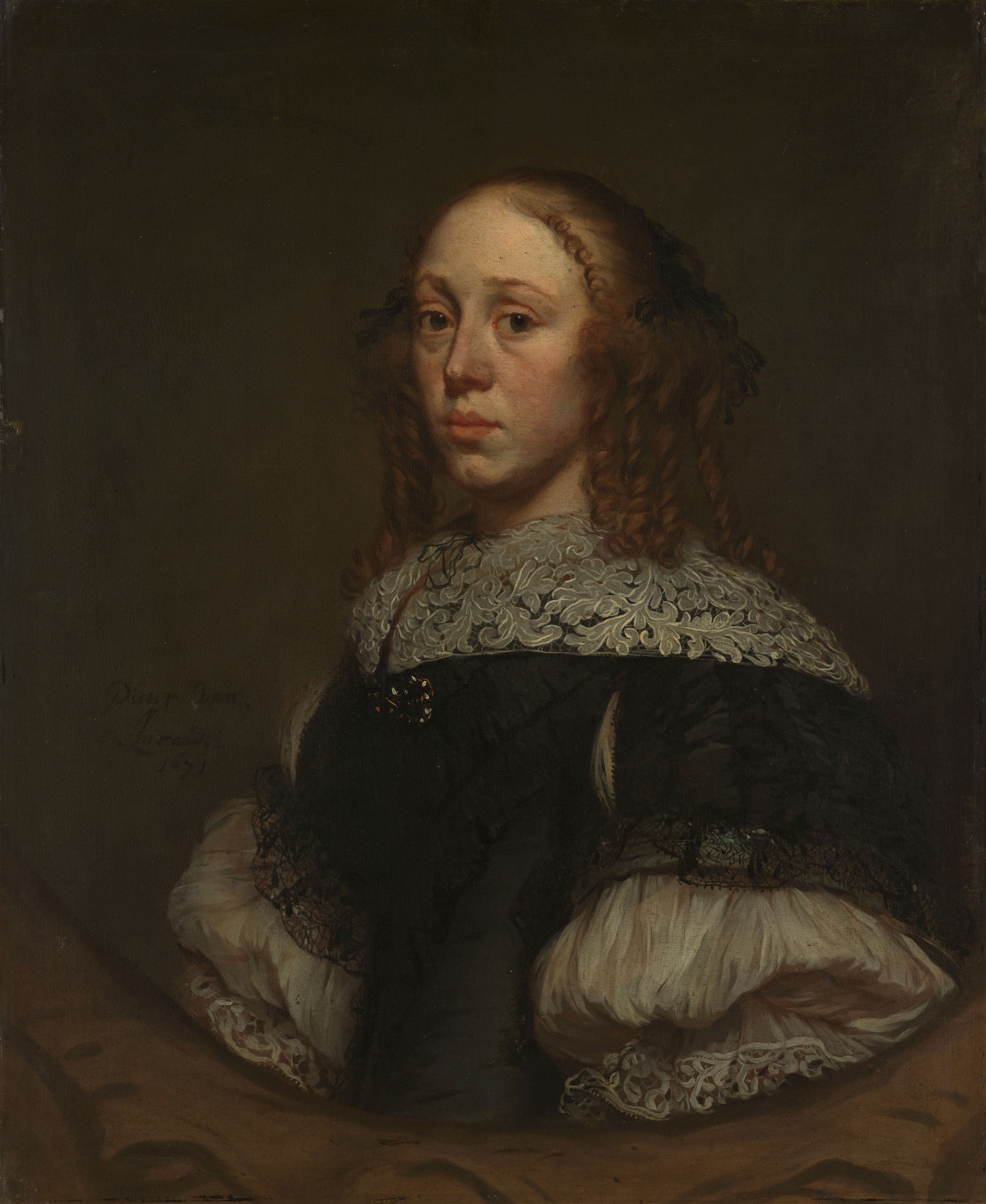
Женский портрет, 1671. Рейксмузеум, Амстердам